# 오로티딘 일인산
오로티딘 일인산(영어: orotidine monophosphate, OMP)은 유리딘 일인산의 생합성 과정의 마지막 대사 중간생성물인 피리미딘 뉴클레오타이드이다. 오로티딘 일인산은 오로티딘 5'-일인산 또는 오로티딜산이라고도 한다. 오로티딘 일인산은 오로트산 포스포리보실트랜스퍼레이스에 의해 오로트산과 포스포리보실 피로인산(PRPP)으로부터 생성된다.
사람에서 UMP 생성효소는 오르티딘 일인산(OMP)을 유리딘 일인산(UMP)로 전환시킨다. UMP 생성효소에 결함이 있을 경우에 오로트산뇨증이 발생할 수 있다.

## 같이 보기
- 오로트산